# Herb gminy Łysomice
Herb gminy Łysomice – jeden z symboli gminy Łysomice, autorstwa Jana Wroniszewskiego i Krzysztofa Mikulskiego, ustanowiony 27 sierpnia 2012. 

## Wygląd i symbolika
Herb przedstawia na tarczy w polu srebrnym wspiętego, czerwonego jelenia na zielonej murawie. Jeleń jest skierowany w prawo. Na wysokości poroża, po prawej i lewej stronie, znajduje się złota, sześcioramienna gwiazda. Jeleń jest godłem wspólnym dla wszystkich sołectw gminy. Gwiazdy pochodzą z pieczęci komtura toruńskiego (zamek z pojedynczą wieżą flankowany przez krzyże nad gwiazdami). Zielona murawa symbolizuje miejscową przyrodę, w szczególności łąki i pastwiska.